# Jean Foucault de Saint-Germain-Beaupré
Jean Foucault de Saint-Germain-Beaupré, auch Jehan Foucault († 1466 in Asti), Seigneur de Saint-Germain-Beaupré, war ein französischer Adliger und Militär.

## Leben
Jean Foucault ist der Sohn von Aubert Foucault, Seigneur de Cros, dann Seigneur de Saint-Germain-Beaupré, und Isabeau Pot de Rhodes (im Limousin).
Am 13. März 1428 wurde er bei der Eroberung von Laval durch John Talbot gefangen genommen
Auf Seiten Jeanne d’Arcs kämpfte er dann bei der Belagerung von Orléans (7. Oktober 1428–8. Mai 1429), im Juni 1429 in der Schlacht von Jargeau (11./12.), der Schlacht von Meung-sur-Loire (15.), der Schlacht um Beaugency (16./17.) und der Schlacht bei Patay (18.). Bei der Belagerung von Paris (3.–8. September 1429) kommandierte er die Bogenschützen. 1429 begleitete er Karl VII. zur Krönung nach Reims (17. Juli).
Im Juni 1430 kämpfte er in der Schlacht von Compiègne (14. Juni bis 24. Juni), in der Jeanne d’Arc gefangen genommen wurde.
Karl VII. machte ihn zum Capitaine von Lagny-sur-Marne, das er im Juli und August 1432 gegen die Belagerung durch Herzog von Bedford verteidigte.
Der Herzog von Orléans ernannte ihn zum Gouverneur von Asti im Herzogtum Mailand, wo er 1466 starb. Seine Erben wurden sein Bruder Marc und dessen Sohn André.
Nach Polluche war Jean Foucault, Sieur de Saint-Germain, Conseiller und Chambellan des Herzogs von Orléans, 1369 Capitaine der Stadt Orléans. Da dies nicht zu seinem Sterbejahr passt, ist hierzu ein deutlich früheres Jahr anzunehmen.